# Mossel (Bronckhorst)
Mossel is een buurtschap in de Nederlandse gemeente Bronckhorst in de provincie Gelderland. Het ligt drie kilometer ten oosten van Vorden tussen Wientjesvoort en Wildenborch.